# Ильинская улица (Чернигов)
Ильинская улица (укр. Іллінська вулиця) — улица в Новозаводском районе города Чернигова, исторически сложившаяся местность (район) Болдины горы, Лесковица. Пролегает от улицы Лесковицкая до улицы Кропивницкого при примыкании 2-го переулка Толстого.
Примыкает переулок Ушакова.

## История
Год, когда улица была проложена не установлен. Здесь была дорога к Ильинскому пещерному монастырю с 11 века, а её застройка и преобразование в улицу было длительным процессом. В списке улиц, приведённый С. Котляровым в «Описании города Чернигова» (1851), улица отсутствует. Основная застройка улицы приходится на 18-19 века, которая частично сохранилась на участке между улицей Лесковицкая и Ильинской церковью. Исконная застройка улицы представлена усадебными домами: №№ 24, 26, З0, 48, 50, в реконструированном виде — №№ 34, 36, 38, 42 и прочие. 
В 1919 году Ильинская улица переименована на улица Глеба Успенского — в честь русского писателя Глеба Ивановича Успенского.
24 декабря 2015 года улице было возвращено историческое название — в честь Ильинской церкви, согласно Распоряжению городского главы В. А. Атрошенко Черниговского городского совета № 308-р «Про переименование улиц города» («Про перейменування вулиць міста»).

## Застройка
Улица пролегает в юго-западном направлении вдоль южного склона Болдиных гор, где расположен один из участков (комплекс сооружений Ильинской церкви) национального историко-архитектурного заповедника Чернигов древний. Улица расположена в пойме реки Десна. Парная и непарная стороны улицы заняты усадебной застройкой, кроме парной стороны начала улицы — Мемориал Славы, открытый 8 мая 1986 года. На улице расположены деревянные и кирпичные одноэтажные дома конца 19 — начала 20 веков.
Была проведена реконструкция дома (№ 38), где жил преподобный Лаврентий Черниговский в период 1930-1950 годы. На фасаде дома установлена мемориальная доска. Сооружен навес над домом.  
|          |                                         |                                              |
| дом № 30 | дом № 33 Ильинская церковь и колокольня | дом № 38 Дом, где жил Лаврентий Черниговский |

Учреждения:
1. дом № 33 — Комплекс сооружений Ильинской церкви — часть национального историко-архитектурного заповедника Чернигов древний

Памятники архитектуры или археологии:
1. территория дома № 23 — Производственный плинфовыжигательный комплекс «Болдины Горы» — археологии местного значения
2. дом № 33 — Ильинская церковь (конец 11 — начало 12 веков) — архитектуры национального значения
3. дом № 33 — пещеры и подземные сооружения (11 — 18 века) — архитектуры национального значения
4. дом № 33 — колокольня (конец 19 — начало 20 веков) — архитектуры национального значения

Есть ряд рядовых исторических зданий, что не являются памятниками архитектуры или истории: 5 усадебных домов.
Мемориальные доски:
1. дом № 38 — архимандриту Лаврентию Черниговскому — на доме, где жил